# Amir Abdou
Amir Abdou (Marselha, 8 de julho de 1972) é um técnico de futebol francês de ascendência comorense. Atualmente treina a seleção da Mauritânia.

## Carreira
Sem experiência como jogador de futebol, Abdou iniciou a carreira de técnico em 2010, comandando o time de reservas do Agen até 2012, quando foi para o Entente Golfech, clube que disputava na época a Divisão de Honra Regional do Sul-Pirenéus.
Em janeiro de 2014, após a desistência de Henri Stambouli (de quem seria auxiliar-técnico), foi anunciado como novo técnico da seleção de Comores, substituindo Ali Mbaé Camara. Sob seu comando, os Celacantos evoluíram no Ranking Mundial da FIFA: antes de Abdou, Comores ocupava a 198ª posição e, sob seu comando, chegou até a 127ª (melhor já ocupada pela equipe, filiada à FIFA desde 2005), classificando o time para a Copa das Nações Africanas de 2021, a primeira competição oficial do país, que só tinha disputado a Copa COSAFA e os Jogos das Ilhas do Oceano Índico (ambos de nível regional).
Em novembro de 2020, Abdou foi anunciado como novo técnico do FC Nouadhibou, em paralelo com a Seleção Comorense, trazendo ainda outros 2 jogadores do arquipélago (Faouz Faidine Attoumane e Ibroihim Djoudja). Pelo Club Orange, sagrou-se campeão mauritano na temporada 2020–21 antes de voltar a comandar somente a seleção de Comores, deixando o cargo após o encerramento da participação dos Celacantos na competição. Em março de 2022, assumiu o comando da seleção da Mauritânia, substituindo Didier Gomes.
Em julho de 2021, foi condecorado cavaleiro da Ordem do Crescente Verde pelo governo comorense.

## Títulos
FC Nouadhibou
- Campeonato Mauritano: 2020–21

## Links
- «Perfil de Amir Abdou». em Soccerway